# The Walking Dead (historieta)
The Walking Dead (publicada en España como Los muertos vivientes) fue una serie regular de historietas estadounidenses de publicación mensual escrita por Robert Kirkman y dibujada por Tony Moore, reemplazado por Charlie Adlard a partir del número 7. The Walking Dead cuenta las aventuras y desventuras de un grupo de personas tratando de sobrevivir tras un apocalipsis zombi en el estado de Georgia y Washington D. C.
Realizada en blanco, negro y grises, excepto las portadas, fue publicada originalmente en Estados Unidos por Image Comics desde el año 2003. En Argentina, fue publicada por Ovni Press desde 2010, en Chile por Editorial Unlimited desde 2013, en México por Editorial Kamite desde diciembre de 2012, y en Bolivia por TuKiosko Editorial desde octubre de 2013. En 2010 fue objeto de una adaptación como serie televisiva por parte de la cadena AMC.
El cómic se centra en Rick Grimes, un sheriff adjunto de Georgia que resulta herido durante un tiroteo y termina en estado de coma. Cuando despierta, se da cuenta de que está en un mundo arrasado por caníbales semimuertos que lo único que buscan es devorar a todo ser vivo que se cruce en su camino. Sin saber qué ha pasado a su alrededor, Rick emprende una búsqueda para encontrar a su familia. En Atlanta encuentra a un grupo de supervivientes, entre ellos su esposa e hijo. Poco a poco asume el papel de líder del grupo, pasando más tarde a liderar a toda una comunidad. El cómic terminó en el número 193 el 3 de julio de 2019.
Aunque en realidad la causa de la aparición de los zombis no se revela por completo, la trama permite palpar el desarrollo humano y personal de los personajes y las vías para enfrentarse al panorama de persecución, destrucción y muerte provocado por los zombis, conocidos en su mayoría como caminantes, errantes, podridos, exterminadores o mordedores (en Woodbury) pero nunca se utiliza la palabra zombi para describirlos. Según Robert Kirkman (creador del cómic y productor ejecutivo de la serie) esto se debe a que dentro del mundo de The Walking Dead no existe lo referente a la palabra zombi, no hay películas, cómics, videojuegos o libros ni nada por el estilo que mencionen dicha palabra. La idea es tan simple como lo siguiente: dentro del universo ficticio de The Walking Dead los personajes no conocen la palabra y los llaman de forma distinta.

## Volúmenes
En Estados Unidos la serie se publica mensualmente, de los cuales hasta la fecha, se han publicado 193 números. Estos números se escriben originalmente en inglés, pero son muchos los fanes que se dedican a traducirlos y digitalizarlos para su distribución en línea en los países de habla hispana.
En México, en diciembre de 2012 se publicó de manera oficial el primer tomo recopilatorio de la serie (seis números por tomo), esto gracias a la Editorial Kamite quién compró la licencia para editarlo al español. La serie se publica bajo el título original, solo agregando el subtítulo "Los muertos vivientes", se puede adquirir en puestos de periódicos y locales cerrados por un costo de $150.00 MXN ($7.90 USD) (6.50€), al igual que la versión estadounidense, se publica mensualmente y conserva la misma portada, así como el original blanco y negro, a partir marzo de 2019 Kamite puso a la venta la serie de manera individual mensualmente.
En Perú, se publicó (y se sigue actualmente publicando) en tomos recopilatorios de la serie hasta llegar al 18 en 2018 por la Editora VUK.

## Personajes
- Rick Grimes: el protagonista del cómic, es un oficial de policía de Cynthiana, Kentucky, que despierta de un coma para encontrar al mundo infestado de zombis. (Volumen 1—32)
- Shane es el líder de los sobrevivientes de Atlanta antes de compartir el papel con su excompañero de policía, Rick. (Volumen 1)
- Lori Grimes es la esposa de Rick y la madre de Carl y posteriormente de Judith Grimes, que parte del campamento ubicado fuera de Atlanta. (Volumen 1—8)
- Carl Grimes es el hijo de Rick y Lori y el hermano o medio hermano de Judith Grimes. (Volumen 1—32)
- Glenn es miembro del grupo original de sobrevivientes de Atlanta y un corredor de suministros calificado. (Volumen 1—17)
- Andrea, una mujer dura y muy hábil, tiene mucho talento con las armas de fuego y se ha convertido en una de las defensas clave del grupo debido a eso. (Volumen 1—28)
- Amy es hermana de Andrea y perteneciente al grupo original. Muere por zombi. (Volumen 1—1)
- Morgan Jones es el primer sobreviviente que Rick encuentra en el apocalipsis zombi. (Volumen 1, 10—14)
- Carol Peletier es la madre de Sophia y miembro del grupo de Atlanta que se convierte en la mejor amiga de Lori, se caracteriza por ser muy coqueta y superficial. (Volumen 1—7)
- Sophia Peletier es la hija de Carol y la mejor amiga de Carl, con quien posteriormente inician una relación amorosa. (Volumen 1—32)
- Dale es el sobreviviente más antiguo del grupo de Atlanta y pareja sentimental de Andrea. (Volumen 1—11)
- Jim es mecánico, perteneciente al grupo de sobrevivientes original. Murió por mordida de zombi (Volumen que
- Allen, formó parte del grupo de sobrevivientes original y es el padre biológico de los gemelos Ben y Billy, posteriormente adoptados por Andrea y Dale y esposo de Donna. Muere por fiebre tras una mordida en la prisión. (Volumen 1—4)
- Donna, formó parte del grupo de sobrevivientes original y es la madre biológica de los gemelos Ben y Billy, posteriormente adoptados por Andrea y Dale y esposa de Allen. Muere por un zombi en el conjunto de casas "Wiltshire Estates" (Volumen 1—2)
- Ben es uno de los gemelos adoptados por Andrea y Dale tras la muerte de sus padres biológicos, Allen y Donna. Mata a su hermano Billy con cuchillo en el bosque. (Volumen 1—11)
- Billy es uno de los gemelos adoptados por Andrea y Dale tras la muerte de sus padres biológicos, Allen y Donna. Es asesinado por su hermano Ben en el bosque con cuchillo. (Volumen 1—11)
- Tyreese: un sobreviviente fuerte y carismático que tras la muerte de Shane, cumple el papel de la mano derecha de Rick. Muere decapitado por el gobernador.(Volumen 2—8)
- Maggie Greene: Ella es la hija de Hershel fuerte y rebelde, novia convertida en esposa de Glenn. (Volumen 2—32)
- Hershel Greene: Es un veterinario y granjero, es el padre de Maggie, Billy, Shawn, Lacey, Arnold, Rachel y Susie Greene, que desconoce la brutalidad del apocalipsis. (Volumen 2—8)
- Billy Greene: Es el hijo segundo de Hershel y hermano mayor de Maggie. (Volumen 2—8)
- Patricia: Es la ayudante de veterinaria de Hershel y la esposa de Otis, el capataz de la granja de Hershel. (Volumen 2—8)
- Axel: Un sobreviviente de la prisión, en donde el grupo de Rick la encuentra para instalarse y vivir, su buena manera de ser hizo encajar con el grupo y posteriormente se hizo novio de Patricia. (fue encerrado por robo a mano armada) (Volumen 3—8)
- Michonne Hawthorne: Ella es una sobreviviente solitaria, posee una habilidad feroz con la katana, originalmente viajó con dos zombis antes de unirse al grupo de la prisión. (Volumen 4-21, 24—último)
- Brian Blake "El Gobernador" : El despiadado y sociopata líder de Woodbury que desea matar al grupo de Rick para quitarles la prisión. (Volumen 5—8)
- Abraham Ford: Es un exsargento del ejército que está tratando de trasladar a Eugene a Washington D. C. para que pueda detener el brote. (Volumen 9—17)
- Eugene Porter: Es un supuesto científico que sabe cómo comenzó el apocalipsis y cómo puede curarse. (Volumen 9—último)
- Rosita Espinosa: Una sensual mujer latina y novia de Abraham.(Volumen 9—25, 29)
- Gabriel Stokes: Es un sacerdote que vive solo protegido dentro de su iglesia, este se encuentra con el grupo de Rick y les ofrece refugio y cuestiona sobre las decisiones del grupo de Rick desconociendo las atrocidades del mundo en el que vive. (Volumen 11—27)
- Aaron: Es uno de los residentes originales de Alexandria, que trabaja formalmente como reclutador. (Volumen 12, 14-22, 24-29, 31—último)
- Douglas Monroe: El líder de la zona segura de Alexandría y un excongresista de Ohio. (Volumen 12—14)
- Spencer Monroe: El hijo de Douglas y Regina Monroe y miembro de la zona segura de Alexandría, quien mantiene una breve relación con Andrea. (Volumen 12—19)
- Jessie Anderson: Una miembro de Alexandría, madre de Ron, interés amoroso de Rick y víctima de abuso doméstico por parte de su esposo Pete Anderson quien es doctor de la comunidad. (Volumen 12—14)
- Holly: Una miembro del equipo de construcción de la zona segura de Alexandría y amante de Abraham. (Volumen 13—20)
- Heath: Un miembro de la zona segura de Alexandría y corredor de suministros, quien forma un vínculo con Glenn. (Volumen 12—32)
- Paul "Jesús" Monroe: Él es un residente original de la colonia Hilltop, posee habilidades de lucha cuerpo a cuerpo. Aunque inicialmente desconfiado por Rick. (Volumen 16—último)
- Dwight: Es un miembro reacio de los Salvadores y posteriormente pasa a las filas de Rick como doble agente en la guerra contra Negan, después de la guerra se vuelve uno de los hombres más confiables de Rick. (Volumen 17-19, 21-22, 24—31)
- Negan: Él fue líder de los Salvadores. Utilizó su autoridad y recursos para subyugar a otras comunidades, a cambio de protección contra zombis. (Volumen 17-22, 24—último)
- Sherry: Ella es uno de los miembros originales de los Salvadores y fue la esposa de Dwight. Posteriormente planea apoderarse de Alexandria.(Volumen 18, 20, 24-25, 27—28)
- Rey Ezekiel es el líder del Reino y dueño de su mascota, el tigre Shiva. (Volumen 18-22, 24—25)
- Siddiq: un exmiembro de Oceaneside que se pasó a vivir a la zona segura de Alexandria. (Volumen 22—32)
- Magna: Ella es la líder de un pequeño grupo de Richmond que intenta sobrevivir en el área de Washington D. C. (Volumen 22—último)
- Yumiko: Es miembro del grupo de Magna y pareja sentimental de Magna.(Volumen 22—último)
- Connie: Es miembro del grupo de Magna y es sordomuda.(Volumen 22—último)
- Dante: Se le describe como crudo, pero trabajador desde que se unió a la colonia Hilltop. (Volumen 22—32)
- Alpha: Ella es la líder de un gran grupo de sobrevivientes conocidos como los Susurradores, madre de Lydia, sirvió como antagonista principal después de la guerra contra los Salvadores.(Volumen 22—26)
- Lydia: Es la hija de Alpha que se pasó a las filas del grupo de Rick y mantiene una relación amorosa con Carl. (Volumen 23—último)
- Beta: Un miembro de alto rango de los Susurradores, inicialmente actuando como el segundo al mando de Alpha.(Volumen 26-27, 29)
- Juanita "Princess" Sanchez, es una sobreviviente solitaria que reside en Pittsburgh. (Volumen 29—último)
- Pamela Milton: Ella es la Gobernadora del Commonwealth. (Volumen 30—último)
- Sebastian Milton: Es miembro del Commonwealth y el hijo de Pamela Milton.(Volumen 30—último)

## Recepción
La serie ha recibido una gran aceptación de los críticos. Max Brooks le dijo a Kirkman que había leído The Walking Dead y le había gustado. Eric Sunde de la división de IGN para cómics dijo, "Esta serie es una de las mejores historietas mensuales disponibles.". La serie también ha recibido el Eisner Award para Mejor Serie Continua en 2010.

## Influencia en la obra de Kirkman
El pionero en tema de zombis o muertos vivientes en el cine fue George A. Romero, quien se hizo famoso por su conocida La noche de los muertos vivientes. Y es de él de quien Robert Kirkman ha tomado muchas de las premisas fundamentales para el diseño y creación de sus "muertos vivientes". Según Kirkman, es decepcionante el hecho de que todas las películas que giran en torno a los sucesos apocalípticos que incluyen zombis siempre tienen un final, o una clara explicación de lo sucedido. Restándole esto credibilidad a la situación, puesto que en caso de ocurrir algo parecido, sería el caos lo que gobernaría y delimitaría la situación, aunado a la tensión y sentimiento de desamparo que implicaría el desconocimiento de las razones que han llevado a la situación en cuestión.

## Edición de colección

### Recopilatorios en tapa blanda
Los recopilatorios en tapa blanda o trade paperback recogen seis cómics estadounidenses cada uno, pero solo contienen la historia y no la portada. Cada libro de bolsillo sigue la costumbre de tener un título de tres palabras.
| Título | ISBN                   | Fecha de lanzamiento (Estados Unidos) | Fecha de lanzamiento (España) | Fecha de lanzamiento (México) | Cómics incluidos          |
| --- | ---------------------- | ------------------------------------- | ----------------------------- | ----------------------------- | ------------------------- |
| The Walking Dead Vol. 1: Days Gone Bye Los muertos vivientes Vol. 1: Días pasados The Walking Dead: Los muertos vivientes Tomo 1: Días pasados                                         | SC: ISBN 1-58240-358-9 | 12 de mayo de 2004                    | 9 de junio de 2005            | Diciembre de 2012             | The Walking Dead #1–6     |
| The Walking Dead Vol. 2: Miles Behind Us Los muertos vivientes Vol. 2: Muchos kilómetros a las espaldas The Walking Dead: Los muertos vivientes Tomo 2: kilómetros atrás               | SC: ISBN 1-58240-413-5 | 24 de noviembre de 2004               | 1 de diciembre de 2005        | Enero de 2013                 | The Walking Dead #7–12    |
| The Walking Dead Vol. 3: Safety Behind Bars Los muertos vivientes Vol. 3: Seguridad tras los barrotes The Walking Dead: Los muertos vivientes Tomo 3: Seguridad tras las rejas         | SC: ISBN 1-58240-487-9 | 18 de mayo de 2005                    | 7 de abril de 2006            | 21 de febrero de 2013         | The Walking Dead #13–18   |
| The Walking Dead Vol. 4: The Heart's Desire Los muertos vivientes Vol. 4: Lo que más Anhelas The Walking Dead: Los muertos vivientes Tomo 4: Un deseo sincero                          | SC: ISBN 1-58240-530-1 | 29 de noviembre de 2005               | 6 de junio de 2006            | 20 de abril de 2013           | The Walking Dead #19–24   |
| The Walking Dead Vol. 5: The Best Defense Los muertos vivientes Vol. 5: La mejor defensa The Walking Dead: Los muertos vivientes Tomo 5: La mejor defensa                              | SC: ISBN 1-58240-612-X | 27 de septiembre de 2006              | 6 de julio de 2007            | 13 de junio de 2013           | The Walking Dead #25–30   |
| The Walking Dead Vol. 6: This Sorrowful Life Los muertos vivientes Vol. 6: Esta triste vida The Walking Dead: Los muertos vivientes Tomo 6: Esta triste vida                           | SC: ISBN 1-58240-684-7 | 11 de abril de 2007                   | 5 de junio de 2008            | 27 de julio de 2013           | The Walking Dead #31–36   |
| The Walking Dead Vol. 7: The Calm Before Los muertos vivientes Vol. 7: La calma antes de... The Walking Dead: Los muertos vivientes Tomo 7: La calma antes de...                       | SC: ISBN 1-58240-828-9 | 6 de septiembre de 2007               | 17 de septiembre de 2008      | 30 de agosto de 2013          | The Walking Dead #37–42   |
| The Walking Dead Vol. 8: Made To Suffer Los muertos vivientes Vol. 8: Creados para sufrir The Walking Dead: Los muertos vivientes Tomo 8: Creados para sufrir                          | SC: ISBN 1-58240-883-1 | 25 de junio de 2008                   | 24 de febrero de 2009         | 10 de octubre de 2013         | The Walking Dead #43–48   |
| The Walking Dead Vol. 9: Here We Remain Los muertos vivientes Vol. 9 Aquí permanecemos The Walking Dead: Los muertos vivientes Tomo 9: Aquí permanecemos                               | SC: ISBN 1-60706-022-1 | 21 de enero de 2009                   | 8 de febrero de 2010          | 30 de noviembre de 2013       | The Walking Dead #49–54   |
| The Walking Dead Vol. 10: What We Become Los muertos vivientes Vol. 10: En lo que nos hemos convertido The Walking Dead: Los muertos vivientes Tomo 10: En lo que nos hemos convertido | SC: ISBN 1-60706-075-2 | 12 de agosto de 2009                  | 6 de mayo de 2010             | 10 de enero de 2014           | The Walking Dead #55–60   |
| The Walking Dead Vol. 11: Fear the Hunters Los muertos vivientes Vol. 11: Teme a los cazadores The Walking Dead: Los muertos vivientes Tomo 11: Teme a los cazadores                   | SC: ISBN 1-60706-122-8 | 6 de enero de 2010                    | 29 de julio de 2010           | 1 de febrero de 2014          | The Walking Dead #61–66   |
| The Walking Dead Vol. 12: Life Among Them Los muertos vivientes Vol. 12: Vivir entre ellos The Walking Dead: Los muertos vivientes Tomo 12: Vivir entre ellos                          | SC: ISBN 1-60706-254-2 | 3 de agosto de 2010                   | 26 de octubre de 2010         |                               | The Walking Dead #67–72   |
| The Walking Dead Vol. 13: Too Far Gone Los muertos vivientes Vol. 13: Demasiado lejos                                                                                                  | SC: ISBN 1-60706-329-8 | 17 de noviembre de 2010               | 17 de marzo de 2011           |                               | The Walking Dead #73–78   |
| The Walking Dead Vol. 14: No Way Out Los muertos vivientes Vol. 14: Sin salida | SC: ISBN 1-60706-392-1 | 22 de junio de 2011                   | 2 de septiembre de 2011       |                               | The Walking Dead #79–84   |
| The Walking Dead Vol. 15: We Find Ourselves Los muertos vivientes Vol.15: Encontrarnos a nosotros mismos                                                                               | SC: ISBN 1-60706-440-5 | 27 de diciembre de 2011               | 13 de marzo de 2012           |                               | The Walking Dead #85–90   |
| The Walking Dead Vol. 16: A Larger World Los muertos vivientes Vol. 16: Un mundo más grande                                                                                            | SC: ISBN 1-60706-481-7 | 6 de junio de 2012                    | 11 de septiembre de 2012      |                               | The Walking Dead #91–96   |
| The Walking Dead Vol. 17: Something To Fear Los muertos vivientes Vol. 17: Algo que temer                                                                                              | SC: ISBN 1-60706-615-7 | 4 de diciembre de 2012                | 5 de marzo de 2013            |                               | The Walking Dead #97–102  |
| The Walking Dead Vol. 18: What Comes After Los muertos vivientes Vol. 18: Lo que viene después                                                                                         | SC: ISBN 1-60706-687-4 | 5 de junio de 2013                    | 3 de septiembre de 2013       |                               | The Walking Dead #103–108 |
| The Walking Dead Vol. 19: March To War Los muertos vivientes Vol. 19: Marcha a la guerra                                                                                               | SC: ISBN 1-60706-      | diciembre de 2013                     | 4 de marzo de 2014            |                               | The Walking Dead #109–114 |
| The Walking Dead Vol. 20: All Out War - Part One Los muertos vivientes Vol. 20: Guerra total - Parte uno                                                                               | 978-84-684-7772-5      | Febrero de 2014                       | 29 de abril de 2014           |                               | The Walking Dead #115-120 |
| The Walking Dead Vol. 21: All Out War - Part Two Los muertos vivientes Vol. 21: Guerra total - Parte dos                                                                               | 978-84-684-7773-2      | 23 de julio de 2014                   | septiembre de 2014            |                               | The Walking Dead #121-126 |
| The Walking Dead Vol. 22: A new beginning Los muertos vivientes Vol. 22: Un nuevo comienzo                                                                                             | 978-84-684-7774-9      | Mayo de 2014                          | Octubre de 2014               |                               | The Walking Dead #127-132 |
| The Walking Dead Vol. 23: Whispers into screams Los muertos vivientes Vol. 23: De susurros a gritos                                                                                    | 978-84-684-7775-6      |                                       |                               |                               | The Walking Dead #133-138 |
| The Walking Dead Vol. 24: Life and death Los muertos vivientes Vol. 24: Vida y muerte                                                                                                  | 978-84-684-7776-3      |                                       |                               |                               | The Walking Dead #139-144 |
| The Walking Dead Vol. 25: No turning back Los muertos vivientes Vol. 25: No hay vuelta atrás                                                                                           | 978-84-684-7777-0      |                                       |                               |                               | The Walking Dead #145-150 |
| The Walking Dead Vol. 26: Call to arms Los muertos vivientes Vol. 26: Llamado a las armas                                                                                              | 978-84-684-7794-7      |                                       |                               |                               | The Walking Dead #151-156 |
| The Walking Dead Vol. 27: Whisperer war Los muertos vivientes Vol. 27: La guerra de los susurradores                                                                                   | 978-84-684-7826-5      |                                       |                               |                               | The Walking Dead #157-162 |
| The Walking Dead Vol. 28: A Certain Doom Los muertos vivientes Vol.28: Muerte segura                                                                                                   | 978-84-9153-116-6      |                                       |                               |                               | The Walking Dead #163-168 |
| The Walking Dead Vol. 29: Lines we cross Los muertos vivientes Vol. 29: Los límites que sobrepasamos                                                                                   | 978-84-915-3148-7      |                                       |                               |                               | The Walking Dead #169-174 |
| The Walking Dead Vol. 30: New World Order Los muertos vivientes Vol. 30: Nuevo orden mundial                                                                                           | 978-84-915-3205-7      |                                       |                               |                               | The Walking Dead #175-180 |
| The Walking Dead Vol. 31: The Rotten Core Los muertos vivientes Vol. 31: El núcleo podrido                                                                                             | 978-1534310520         | 6 de marzo de 2019                    |                               |                               | The Walking Dead #181-186 |
| The Walking Dead Vol. 32: Rest in Peace Los muertos vivientes Vol. 32: Descansa en paz                                                                                                 | 978-1534312418         | 13 de agosto de 2019                  |                               |                               | The Walking Dead #187-193 |

### Tapa dura
Son colecciones de 12 números. Todos los libros de tapa dura contienen el material de los cómics incluyendo las portadas, y en algunos casos, material extra. El tamaño de ajuste de los libros son más grandes que los libros de bolsillo. Cada tapa dura contiene doce historias de la serie. Hay versiones firmadas de los libros disponibles, que son limitadas a 300 piezas.
| Título                      | ISBN                   | Fecha de lanzamiento    | Material coleccionable            | Personaje de portada |
| --------------------------- | ---------------------- | ----------------------- | --------------------------------- | -------------------- |
| The Walking Dead Book One   | HC: ISBN 1-58240-619-7 | 19 de julio de 2006     | The Walking Dead #1–12            | Rick                 |
| The Walking Dead Book Two   | HC: ISBN 1-58240-698-7 | 7 de marzo de 2007      | The Walking Dead #13–24           | Michonne             |
| The Walking Dead Book Three | HC: ISBN 1-58240-825-4 | 19 de diciembre de 2007 | The Walking Dead #25–36           | El Gobernador        |
| The Walking Dead Book Four  | HC: ISBN 1-60706-000-0 | 29 de octubre de 2008   | The Walking Dead #37–48           | Lori y Judith        |
| The Walking Dead Book Five  | HC: ISBN 1-60706-171-6 | 5 de mayo de 2010       | The Walking Dead #49–60           | Abraham              |
| The Walking Dead Book Six   | HC: ISBN 1-60706-327-1 | 26 de octubre de 2010   | The Walking Dead #61–72           | Carl                 |
| The Walking Dead Book Seven | HC: ISBN 1-58240-828-9 | 9 de noviembre de 2010. | The Walking Dead #73–84           | Rick                 |
| The Walking Dead Book Eight | HC: ISBN 1-58240-698-7 | 17 de octubre de 2012   | The Walking Dead #85–96           | Andrea               |
| The Walking Dead Covers     | HC: ISBN 1-60706-002-7 | 19 de octubre de 2010   | The Walking Dead #1–50 (portadas) | N/A                  |

### Ediciones Ómnibus
Esta edición recoge 24 números en un estuche con varios extras. Como las versiones de edición limitada, el primer volumen es autografiado por Robert Kirkman y Charlie Adlard con 300 piezas disponibles. El segundo volumen tiene una versión estándar de 3000 piezas, y también hay una edición deluxe limitada (firmada por Kirkman/Adlard) con 300 piezas disponibles.
| Título                              | ISBN                   | Fecha de lanzamiento | Material coleccionable |
| ----------------------------------- | ---------------------- | -------------------- | ---------------------- |
| The Walking Dead Volume 1 Deluxe HC | HC: ISBN 1-58240-511-5 | 12/14/05             | Colecciones #1–24      |
| The Walking Dead Volume 2 Deluxe HC | HC: ISBN 1-60706-029-9 | 2/17/09              | Colecciones #25–48     |
| The Walking Dead Volume 3 Deluxe HC | HC: ISBN 1-60706-330-1 | 11/30/10.            | Colecciones #49–72     |

La edición limitada se limita a una portada dura de rústica volumen 1, con cubierta de negro de imitación y hojas de color rojo.

### EdicionesCompendium
Estas son las 48 ediciones de libros de bolsillo.
| Título                               | ISBN                   | Fecha de lanzamiento | Material coleccionado |
| ------------------------------------ | ---------------------- | -------------------- | --------------------- |
| The Walking Dead Compendium Volume 1 | SC: ISBN 1-60706-076-0 | 19/05/09             | Colección #1–48       |
| The Walking Dead Compendium Volume 2 | SC:                    | 16/10/12             | Colección #49–96      |
| The Walking Dead Compendium Volume 3 | SC:                    |                      | Colección #97–144     |

### Ediciones Integrales
Planeta de Agostini ha sacado cinco libros que son colecciones de 24 números en formato tapa dura de 16,8 x 25,7 cm. Contienen el material de los cómics incluyendo páginas inéditas a color, con la propuesta original de Robert Kirkman, bocetos y análisis de las portadas de cada capítulo comentadas por Robert Kirkman, Tony Moore y Charlie Adlard. Cada libro contiene veinticuatro historias de la serie.

## Otros medios

### Adaptación en televisión
El 12 de agosto de 2009 se anunció que el canal de televisión AMC había adquirido los derechos para hacer una serie basada en el cómic. Frank Darabont escribió, dirigió y también hizo de productor ejecutivo. Charles H. Eglee se acredita como escritor y productor ejecutivo.
El 21 de enero de 2010, AMC anunció que el primer episodio recibió la orden para la serie, que comenzó la filmación el 15 de mayo de 2010. Los miembros del reparto incluyen a Andrew Lincoln como Rick Grimes, Sarah Wayne Callies como Lori Grimes, Chandler Riggs como Carl Grimes Jon Bernthal como Shane Walsh, Steven Yeun como Glenn, Laurie Holden como Andrea, Irone Singleton como T-Dog y Jeffrey DeMunn como Dale. Seis episodios han sido reportados como parte de la primera temporada. Greg Nicotero trabajó en los efectos especiales y en el maquillaje.
En julio de 2011 anunció que la segunda temporada va a ser lanzada en octubre con un total de trece episodios. El último capítulo de la segunda temporada paso al aire en EUA en marzo de 2012.
La tercera temporada se estrenó el 14 de octubre de 2012 (mes de Halloween en Estados Unidos), la serie cuenta con una gran audiencia en Estados Unidos y el resto del mundo.
El 21 de diciembre de 2012 se anunció que la serie se renovaría para una cuarta temporada. Gimple reemplazó a Glen Mazzara como productor ejecutivo de la serie. La temporada fue estrenada el 13 de octubre de 2013 y consiste en 16 episodios.
El 29 de octubre de 2013, la serie fue renovada para una quinta temporada, donde también se anunció el regreso de Scott Gimple como productor ejecutivo. El 31 de marzo de 2014, se anunció que Alanna Masterson (Tara), Christian Serratos (Rosita) y Andrew J. West (Gareth) pasarían al elenco principal.
La sexta temporada se estrenó el 11 de octubre de 2015. La temporada constará de 16 episodios, divididos en dos partes por ocho episodios; la segunda parte de la temporada comenzará en febrero de 2016.
La séptima temporada fue confirmada el 30 de octubre de 2015, y se estrenó en octubre de 2016. Constará de 16 episodios, divididos en dos partes por ocho episodios; la segunda parte de la temporada comenzará en febrero de 2017.
La octava temporada fue realizada en el año 2016 y se lanzó en 2017. Constará de 16 episodios, divididos en dos partes por ocho episodios; la segunda parte de la temporada comenzará en febrero de 2018.
La novena temporada fue realizada en el año 2017 y se lanzó en 2018. Constará de 16 episodios, divididos en dos partes por ocho episodios; la segunda parte de la temporada comenzará en febrero de 2019.
La décima temporada fue realizada en el año 2018 y se lanzó en 2019. Constará de 16 episodios, divididos en dos partes por ocho episodios; la segunda parte de la temporada comenzará en febrero de 2020. El último capítulo fue pospuesto, ya que no lograrón terminar la posproducción del capítulo por la pandemia por coronavirus; se estima que tendrá lugar en 2021.
Futuras temporadas: El productor ejecutivo David Alpert dijo en 2014 que los cómics originales les han dado suficientes ideas para Rick Grimes y compañía para los próximos siete años. «Me encanta trabajar con material original, específicamente porque tenemos una muy buena idea de lo que será la temporada 10», dijo Alpert. «Sabemos dónde estarán las temporadas 11 y 12... tenemos puntos de referencia e hitos para esas temporadas si tenemos la suerte de llegar allí». En septiembre de 2018, el CEO de AMC, Josh Sapan, declaró que planean continuar la franquicia de The Walking Dead por otros 10 años, incluidas nuevas películas y series de televisión basadas en la serie original de cómics.

### Cómic animado
AMC lanzó una película animada de la primera parte de la edición número 12 del cómic con animación por Juice Films y con la voz de Phil LaMarr y arte de Tony Moore.

### Otros productos
Una gama de mercancías han sido producidas, incluyendo:
- Tres zombis (dos disponibles en una cuarta y quinta variante) con zombis al azar, aunque uno es una víctima de zombi, Andrew. También hay (limitado a 300) una versión de Andrew lanzada para Emerald City Comic Con en 2008.
- Clayburn Moore ha lanzado una estatua limitada de Rick vs. Zombi, con el personaje (con su mano) peleando contra un zombi con su hacha. Hay seguimientos a ésta estatua que se conectan para formar un diorama más grande.
  - La estatua medio zombi es el primer complemento a la pieza.
- Hasta la fecha, dos camisetas de "TWD" han sido comercializadas.
- El primer póster oficial fue lanzado el 19 de septiembre de 2007, con el elenco junto a zombis.
- El calendario de The Walking Dead 2009, con doce portadas de la serie. Un segundo calendario, el calendario de The Walking Dead 2011, fue lanzado en septiembre de 2010.
- El 24 de abril de 2012 se lanzó el primer episodio del videojuego 'The Walking Dead: A Telltale Games Series'. La primera temporada del juego fue ganadora del juego del año en 2012. Posteriormente han salido la segunda y tercera temporadas, que no han tenido el mismo reconocimiento. En 2018 ha salido a la venta la cuarta temporada, de la cual tras el cierre de Telltale se ocupa ahora Skybound Games.

## Serie Aircel
En 1989, una serie limitada nombrada The Walking Dead fue publicada por Aircel Comics. Fue seguida por una edición especial en 1990. Aparte de la temática zombi, no hay relación entre los títulos de Aircel e Image.